# Helixanthera guangxiensis
Helixanthera guangxiensis là một loài thực vật có hoa trong họ Loranthaceae. Loài này được H.S. Kiu mô tả khoa học đầu tiên năm 1983.